# Марія Еспіноса
Марі́я Еспіно́са  (ісп. María Espinoza, 29 листопада 1987) — мексиканська тхеквондистка, олімпійська чемпіонка та медалістка, чемпіонка світу, чемпіонка та призерка Панамериканських ігор, чемпіонка Ігор Центральної Америки та Карибського басейну.

## Виступи на Олімпіадах
| Олімпіада   | Дисципліна  | Місце |
| ----------- | ----------- | ----- |
| Пекін 2008  | понад 67 кг | 1     |
| Лондон 2012 | понад 67 кг | 3     |
| Ріо 2016    | понад 67 кг | 2     |